# Семере, Берталан
Берталан Семере (венг. Szemere Bertalan; 27 августа 1812, Ватта, Королевство Венгрия — 18 января 1869, Пешт, Королевство Венгрия) — венгерский государственный деятель, революционер, журналист, поэт и юрист, третий премьер-министр Венгрии в период Венгерской революции 1848—1849 годов.

## Ранние годы
Берталан Семере родился в Ватте, небольшой деревне на севере Венгрии, в бедной дворянской семье майора Ласло Семере и его жены Эрцебет Карове. Берталан учился в Мишкольце, Кежмароке и Шарошпатаке. С детства будущий юрист писал стихи, его произведения неоднократно публиковались в издании Felső-Magyarországi Minerva. По мнению исследователей, большое влияние на творчество Берталана оказали такие писатели, как Ференц Кёльчеи и Михай Вёрёшмарти.

## Эпоха реформ
В 1832 году Семере окончил юридический факультет и начал работать в Пресбурге (ныне Братислава, Словакия), вошёл в группу политических единомышленников и отстаивал либеральные принципы. Позже вернулся в Боршод, где был избран в качестве почетного нотариуса.
В 1835 году Семере отправился в путешествие по Европе. Посетив такие города, как Берлин, Амстердам, Дублин, Лозанна, Париж и Лондон Берталан осознал, что «Венгрия менее развита, чем он думал». Семере также на своём опыте ощущал предрассудки других стран в отношении Венгрии. По возвращении на родину в 1840 году он опубликовал свой дневник, озаглавив его Utazás külföldön (с венг. — «Путешествие за границу»). Несмотря на то, что Семере завершил работу над дневником ещё в 1839 году, публикация произведения затянулась из-за существовавшей цензуры. Дневник сделал автора знаменитым, и благодаря этой работе Берталан стал членом Венгерской академии наук. В дальнейшем произведение было многократно переиздано.
С 1841 по 1847 год Семере занимал должность судьи в уезде Боршод. Также Берталан являлся, совместно с Ласло Палоци, конгрессменом в Пресбурге и одним из лидеров оппозиции (в 1843—1866 и 1847—1848 годах).

## Министр и премьер-министр
В 1848 году Семере получил должность министра внутренних дел в правительстве Лайоша Баттьяни. Основная задача министра состояла в создании нового парламента. В должности министра Берталан начал издавать официальную газету правительства, Közlöny (с венг. — «Бюллетень»), в Венгерской военной ассоциации отвечал за юридические вопросы. В 1848 года Семере взял на себя ответственность за регион Верхняя Венгрия и прибыл в Мишкольц в целях реорганизации легиона Верхней Тиссы, потерпевшего поражение в сражении с армией Франца Шлика. 2 мая 1849 года Семере был назначен на пост премьер-министра; должности министра внутренних дел и главы правительства Берталан совмещал при президенте-регенте Лайоше Кошуте вплоть до отставки последнего.
Правительство Семере отменило военное положение и работало над освобождением жителей Венгрии от крепостного права. 29 июля 1849 года был принят закон, предусматривавший использование языка этнических меньшинств в органах местного самоуправления и в образовании.

## Эмиграция
23 августа 1849 года, после Вилагошской капитуляции, при участии Семере в Орсове прошла церемония «похорон» национальных символов Венгрии: Короны святого Иштвана, скипетра, державы и других регалий. В дальнейшем бывший премьер-министр бежал в Турцию, а затем эмигрировал в Париж. В 1851 году Австрийская империя заочно приговорила Берталана к смертной казни.
Семере поддержал Австро-венгерский компромисс 1867 года, по этой причине его отношения с Кошутом ухудшились. В эмиграции Семере продолжал заниматься изданием собственных произведений, в основном критикуя в своих работах деятелей Венгерской революции, своих бывших соратников.
В 1865 году Семере публично раскаялся, но к тому времени он был психически болен. В 1869 году Семере умер и был похоронен в Буде, но 1 мая 1871 года прах был перемещён в церковь в городе Мишкольц.